# 碧甲盛路

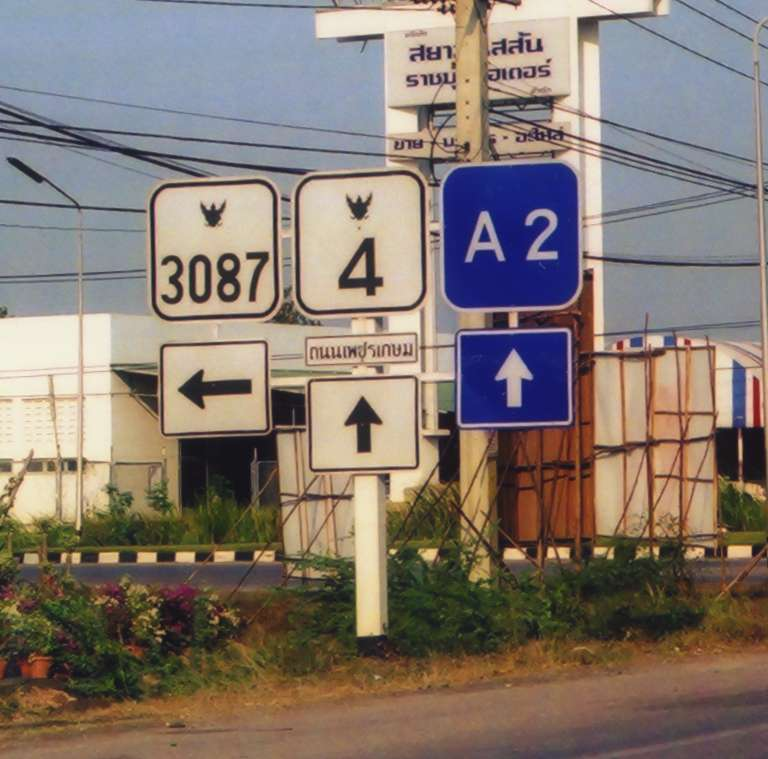
在泰國中部叻丕府時的碧甲盛路路牌

碧甲盛路（音素換寫：T̄hnn phechrkes̄ʹm，皇家轉寫：Thanon Phetkasem），又称泰国4号公路位於泰國首都曼谷，為該城的第四條主要公路之一，其它是拍鳳裕庭路（一號公路）、友誼路（二號公路）及素坤逸路（三號公路）。全長1,273公里，為泰國最長的公路，它始於曼谷艾縣的Naowa Chamnian橋，它是以第七任公路局長沙道镇與馬來西亞南北大道北段的通行證和Luang Phetkasemwithisawasdi命名。沿途經過：龍仔厝府、佛統府、叻丕府、佛丕府、巴蜀府、春蓬府、班武里府、拉廊府、攀牙府、甲米府、 董里府、博達倫府及宋卡府後，再與沙道 - 黑木山關口，進入馬來西亞的南北大道。巴東勿剎是泰國及馬來西亞之間的另一個重要邊境關口。搭乘國際鐵路的觀光旅客及貨物通過此地到马来西亚玻璃市。

## 泛亞公路
- 它的其中三段亦屬於泛亞公路 AH2：
  - 佛統府至春蓬府
  - 北大年府至Ban Khu Ha
  - 合艾至馬來西亞吉打黑木山，连接南北大道北段和马来西亚联邦1号公路